# 库邦
库邦（法語：Coubon，法語發音：[kubɔ̃]）是法国上卢瓦尔省的一个市镇，位于该省南部，属于勒皮区。

## 地理
库邦（44°59'49"N, 3°55'4"E）面积22.73 平方千米，位于法国奥弗涅-罗讷-阿尔卑斯大区上盧瓦爾省，该省份为法国中南部省份，北起多姆山省和卢瓦尔省，西接康塔爾省，南至洛泽尔省，东临阿尔代什省。
与库邦接壤的市镇（或旧市镇、城区）包括：沃莱地区阿尔萨克、布里沃-沙朗萨克、沙德龙、卢瓦尔河畔屈萨克、朗特里亚克、加泽耶河畔勒莫纳斯捷、勒皮、圣日耳曼拉普拉德。

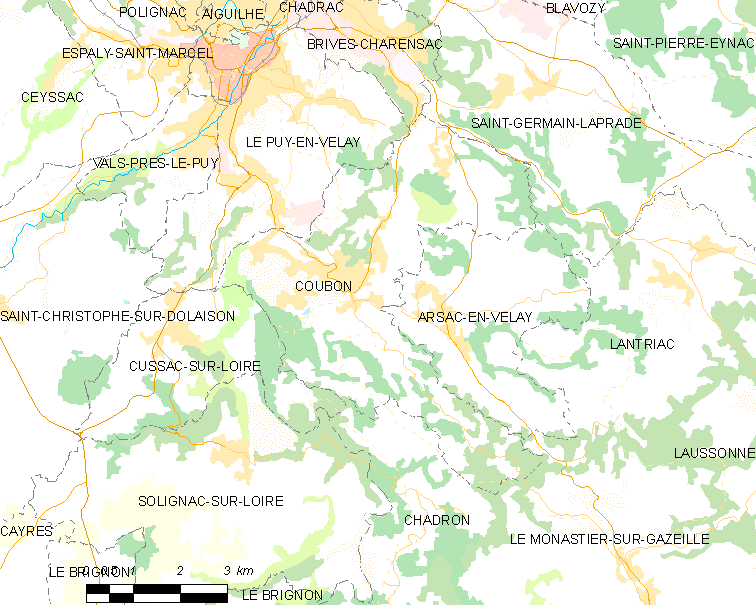
库邦的OSM定位图

库邦的时区为UTC+01:00、UTC+02:00（夏令时）。

## 行政
库邦的邮政编码为43700，INSEE市镇编码为43078。

## 政治
库邦所属的省级选区为勒皮第四县。

## 人口

1962-2008年间库邦人口变化图示

库邦于2022年1月1日时的人口数量为3137人。